# Toda Linda
Toda Linda é o segundo DVD da carreira da cantora pop brasileira Kelly Key, lançado originalmente em 15 de outubro de 2006 pela gravadora Warner Music. Diferente do DVD anterior, em que era composto da gravação do show da cantora na casa de espetáculos Canecão, o novo trabalho é realizado em video-novela, ou seja, videoclipes interligados por uma historia ou cenário. O DVD mostra o dia a dia fictício de Kelly Key em dez faixas do álbum Por que Não?, realizadas em formato de videoclipe em dez cenários diferentes, iniciando-se em uma academia e passando a terminar com a cantora dirigindo um carro até um despenhadeiro onde salta de asa-delta em sua faixa título. Duas canções do álbum ficaram fora do sistema de videoclipes, sendo elas Demorô e Uma Pessoa Especial, que vem como bonus para o Making Of e para a Galeria de Fotos.

## Faixas
| N.º | Título                       | Compositor(es)                 | Duração |  |
| 1.  | "Pegue e Puxe"               | Andinho                        | 3:21    |  |
| 2.  | "Shake Boom (feat. Joe Joe)" | Andinho, Gustavo Lins          | 3:40    |  |
| 3.  | "Toda Linda"                 | Andinho, Humberto Tavares      | 3:33    |  |
| 4.  | "Olhão"                      | Andinho                        | 3:43    |  |
| 5.  | "Numa Boa"                   | Gustavo Lins                   | 3:11    |  |
| 6.  | "Chamada a Cobrar"           | Paula Gondomar                 | 3:02    |  |
| 7.  | "Conquistador"               | Humberto Tavares, Edu Ferreira | 3:18    |  |
| 8.  | "Analista"                   | Andinho                        | 3:16    |  |
| 9.  | "Me Pega de Jeito"           | Álvaro Socci                   | 3:02    |  |
| 10. | "Por que Não?"               | Kelly Key, Gustavo Lins        | 3:20    |  |

| Bônus |                                          |         |  |
| N.º   | Título                                   | Duração |  |
| 1.    | "Making Of - Demorô"                     | 3:12    |  |
| 2.    | "Galeria de Fotos - Uma Pessoa Especial" | 4:50    |  |

## Posições
| Paradas (2006)            | Posições |
| ------------------------- | -------- |
| Brasil - ABPD             | 10       |
| Brasil - Top 30 CDs Sales | 12       |

## Histórico de lançamento
| País   | Data                  | Formato | Gravadora    |
| ------ | --------------------- | ------- | ------------ |
| Brasil | 15 de outubro de 2006 | CD      | Warner Music |